# 鈴木才蔵
鈴木 才蔵（すずき さいぞう、1907年（明治40年）10月10日 - 1977年（昭和52年）11月）は、日本の弁護士、公証人（東京法務局所属）。元法務省人権擁護局局長。元静岡地方裁判所所長。義父は参議院議員や小野田市（現：山陽小野田市）市長を務めた姫井伊介。

## 経歴
山口県出身。神奈川県在籍。香川愷太郎の次男に生まれ、鈴木謹次郎の養子となる。第三高等学校時代では一年違いに第7代最高裁判所長官の藤林益三がいた。のちに藤林は鈴木の死去に際して弔辞を読んだ。
1933年（昭和8年）東京帝国大学法科卒業（病気のため2年遅れで卒業）。1937年（昭和12年）11月高等試験司法科に合格。1939年（昭和14年）6月弁護士登録し、第一東京弁護士会に所属。1950年（昭和25年）米国司法制度および弁護士会を視察。
1954年（昭和29年）4月から1956年（昭和31年）3月まで司法研修所弁護教官。1957年（昭和32年）2月法務省人権擁護局局長に任命。1963年（昭和38年）12月横浜家庭裁判所所長。1968年（昭和43年）9月静岡地方裁判所所長。1970年（昭和45年）1月公証人。

## 人物
趣味は読書、将棋。

## 家族
- 妻・壬生子（1912年（明治45年）5月生） 
姫井伊介の次女[1][3]。同志社女子専門学校卒[1][3]。
- 長男・宏典（1934年（昭和9年）8月生） 
早稲田大学文学部仏文科卒[1]。時事通信社元勤務[1]。
- 次男・克典（1938年（昭和13年）4月生） 
慶應義塾大学商学部卒[1]。三菱石油元勤務[1]。
- 長女・裕子（1936年（昭和11年）2月生） 
横浜国立大学美術科卒[1]。松島氏に嫁ぐ[1]。
- 次女・熙子（1940年（昭和15年）6月生） 
上智大学外国語学部英語科卒[1]。元夫は音楽家の安東裕躬[1]。